# Макемі-Парк (Вірджинія)
Макемі-Парк (англ. Makemie Park) — переписна місцевість (CDP) в США, в окрузі Аккомак штату Вірджинія. Населення — 138 осіб (2020).

## Географія
Макемі-Парк розташоване за координатами 37°54′38″ пн. ш. 75°35′4″ зх. д. / 37.91056° пн. ш. 75.58444° зх. д. (37.910618, -75.584486).  За даними Бюро перепису населення США в 2010 році переписна місцевість мала площу 2,62 км², уся площа — суходіл.

## Демографія
Згідно з переписом 2010 року, у переписній місцевості мешкало 155 осіб у 58 домогосподарствах у складі 38 родин. Густота населення становила 59 осіб/км².  Було 72 помешкання (27/км²).
Расовий склад населення:
| - 88,4 % — чорних або афроамериканців - 10,3 % — білих |

До двох чи більше рас належало 1,3 %. Частка іспаномовних становила 0,0 % від усіх жителів.
За віковим діапазоном населення розподілялося таким чином: 27,1 % — особи молодші 18 років, 61,3 % — особи у віці 18—64 років, 11,6 % — особи у віці 65 років та старші. Медіана віку мешканця становила 39,7 року. На 100 осіб жіночої статі у переписній місцевості припадало 96,2 чоловіків;  на 100 жінок у віці від 18 років та старших — 101,8 чоловіків також старших 18 років.
Середній дохід на одне домашнє господарство  становив 33 399 доларів США (медіана — 31 000), а середній дохід на одну сім'ю — 39 149 доларів (медіана — 38 425). Медіана доходів становила 15 675 доларів для чоловіків та 28 385 доларів для жінок. 
Цивільне працевлаштоване населення становило 182 особи. Основні галузі зайнятості: науковці, спеціалісти, менеджери — 39,6 %, будівництво — 27,5 %, роздрібна торгівля — 18,7 %, освіта, охорона здоров'я та соціальна допомога — 13,7 %.